# منتزه غاردن رووت الوطني
منتزه غارتن رووت الوطني (بالإنجليزية: Garden Route Nationalpark) هو منتزه وطني في جنوب أفريقيا. افتتح المنتزه في 6 مارس 2009 بعد لمِّ شمل عدة منتزهات وطنية وهي: منتزه ويلدرنس الوطني ومنطقة بحيرة كنيسنا الوطنية ومنتزه تسيتسيكاما الوطني وعدة أراضي أخرى حكومية.

## الطبيعة
يمتد منتزه غاردن رووت الوطني من منتزه ويلدرنس في الغرب إلى كنيسنا وحتى «كيب سان فرانسيس» على خليج سان فرانسيس. تتميز منطقة ويلدرنس بأنها أراضي ساحلية غنية بالبحيرات وفروع أنهار وشواطىء جميلة وتحدها من الشمال غابات ومرتفعات جبلية. وتمر فروع الأنهار خلال غابات كثيفة. وتوصل الصخور المتداخلة المسمّاة «رؤوس كنسينا» البحيرات الشاطئية في كنيسنا بالمحيط الهندي شرقا. وتشكل البحيرات الشاطئية في تلك المنطقة المياه التي تعيش فيها نوع من «سيفرد» وأعداد كبيرة من الحيوانات والنباتات المائية.
توفر السواحل الرملية وأنواع النباتات التي تنمو في مياه مالحة بيئة مناسبة لمعيشة العديد من الأحياء. ويمتد الشاطئ بين كيب سان فرنسيس وخليج بليتنبرغ بطول 5و5 كيلومتر عبر شريط عريض على شاطئ البحر. وتنمو فيها أنواع كثيرة وكثيفة من النباتات. والغابة الموجودة في تلك المنطقة هي أحد الغابات القديمة الباقية في جنوب أفريقيا. ومن جبال تسيتسيكاما تجري مياه في جداول كثيرة لتصب في البحر، ومصدرها أمطار غزيرة تمطر على الجبال.

## صـــور

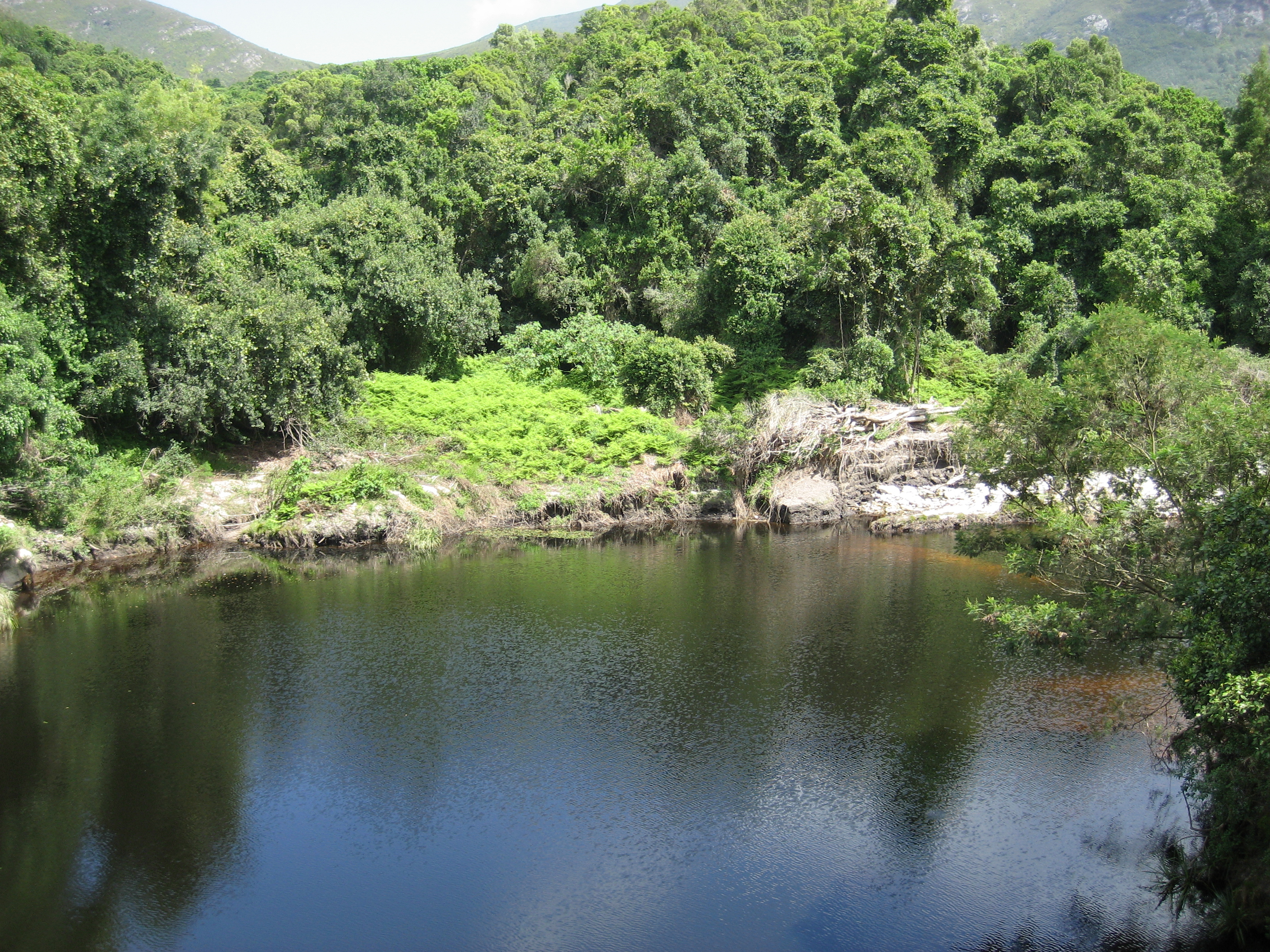
منتزه ويلدرنس القديم
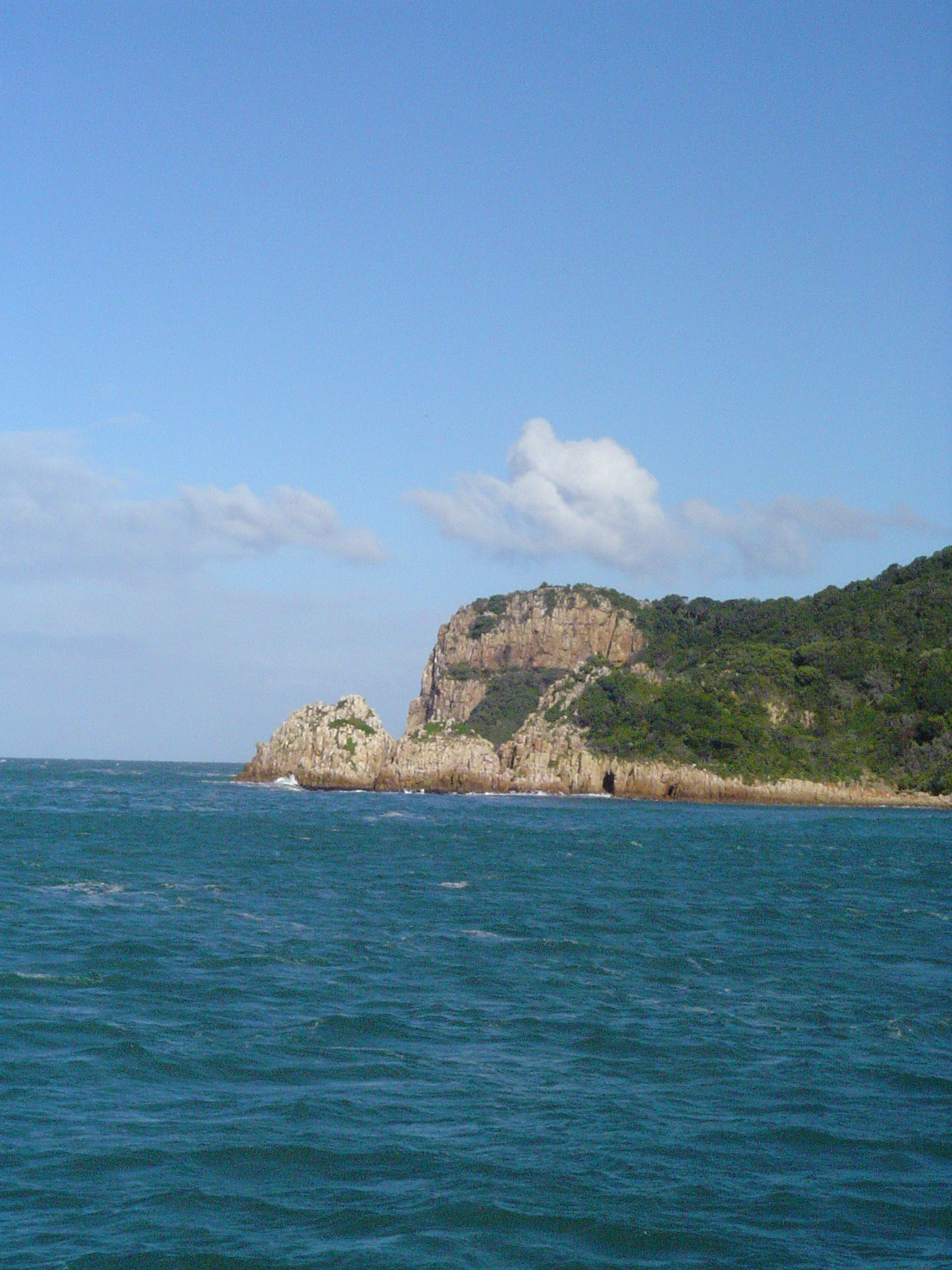
رؤوس كنيسنا
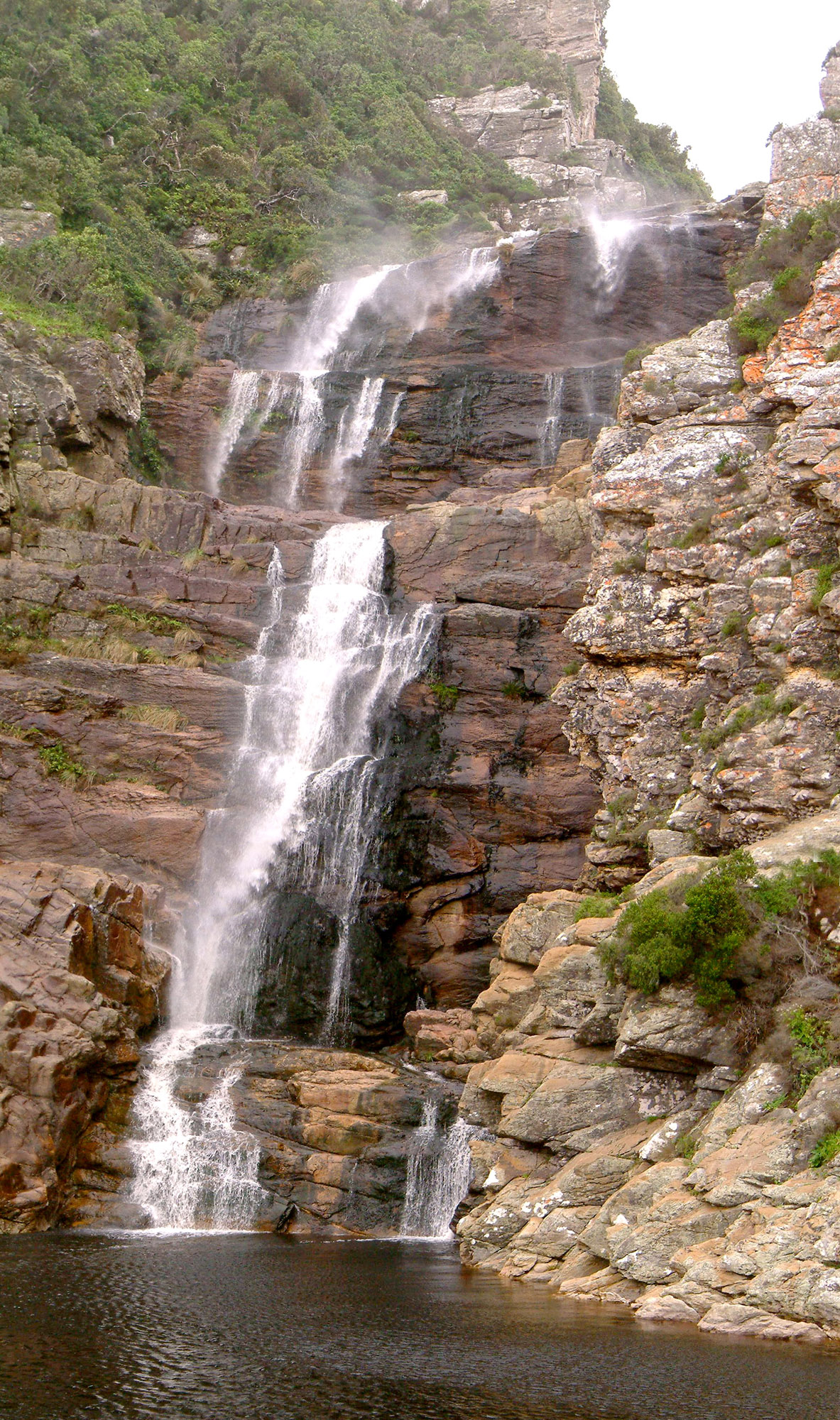
شلال عند بداية Otter Trails
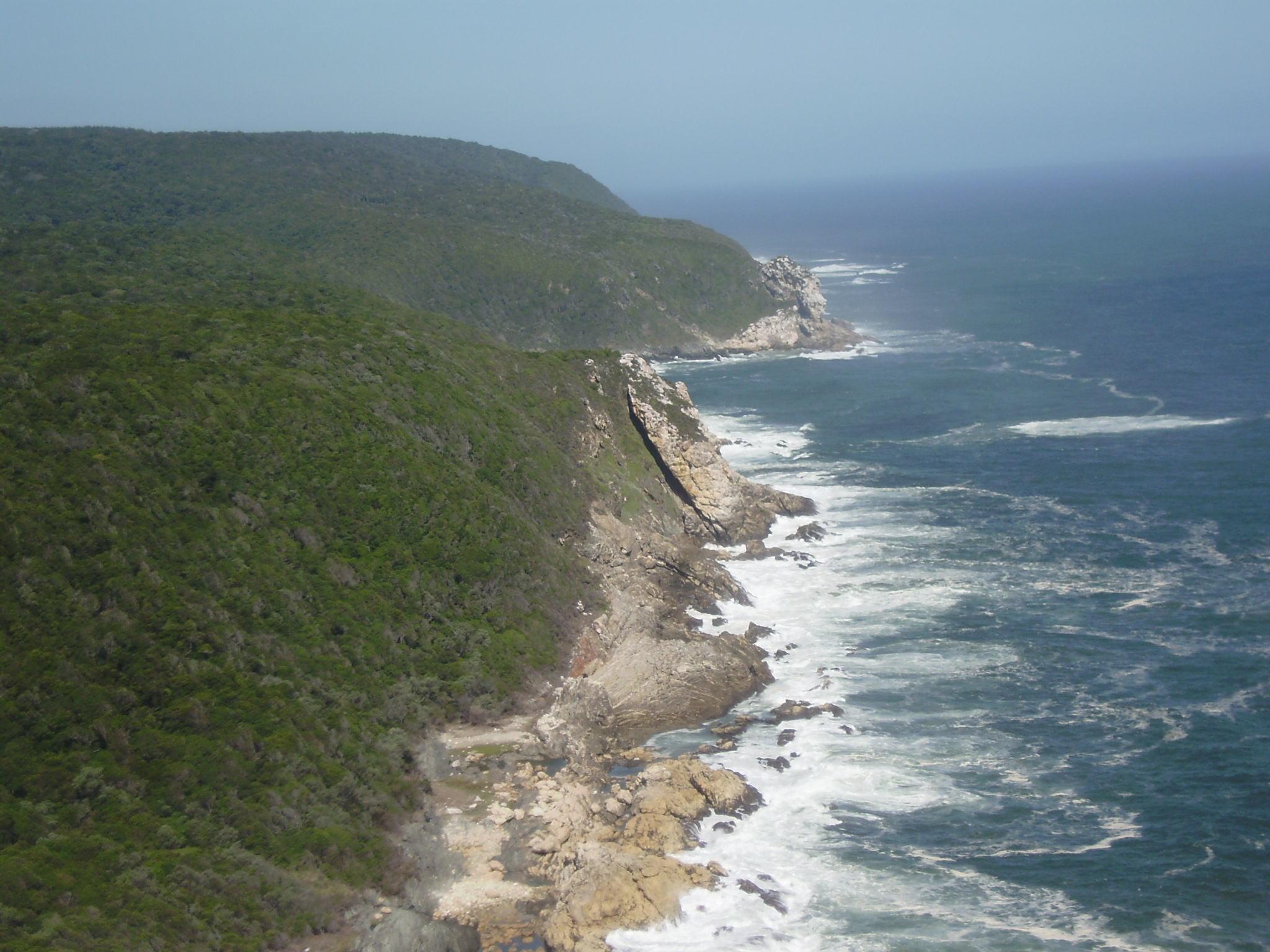
جزء من ساحل منتزه تسيتسيكاما الوطني السابق

## اقرأ أيضا
- جنوب أفريقيا
- منتزه وطني
- كنيسنا
- غاردن رووت